# La Besace
La Besace település Franciaországban, Ardennes megyében. Lakosainak száma 134 fő (2022. január 1.). La Besace Beaumont-en-Argonne, La Berlière, Raucourt-et-Flaba, Stonne és Yoncq községekkel határos.

## Népesség
A település népességének változása:
| Lakosok száma | 173  | 129  | 132  | 127  | 114  | 133  | 141  | 136  | 133  | 134  |
|               | 1968 | 1982 | 1990 | 2006 | 2013 | 2015 | 2017 | 2019 | 2020 | 2022 |